# Kremmydi (Kefalonia)
Kremmydi  este un oraș în Grecia în prefectura Kefalonia.